# Sekerak Kiri
Sekerak Kiri is een bestuurslaag in het regentschap Aceh Tamiang van de provincie Atjeh, Indonesië. Sekerak Kiri telt 306 inwoners (volkstelling 2010).